# Carrera Panamericana

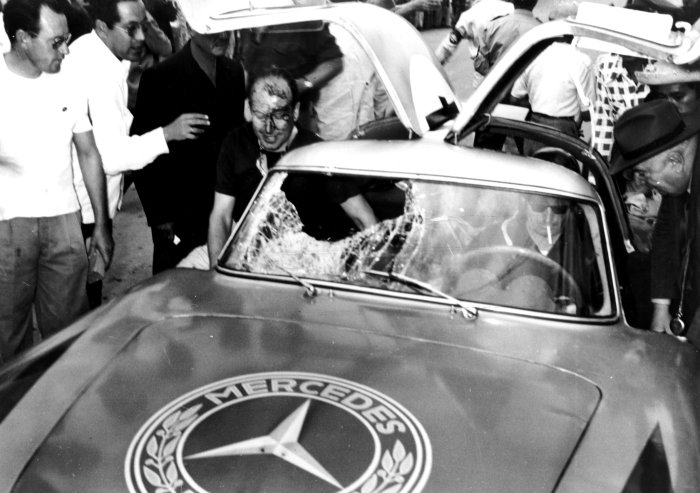
Vítězové závodu v roce 1952: Karl Kling and Hans Klenk. Čelní sklo jejich Mercedesu prorazil během závodu v rychlosti 200 km/h sup.

Carrera Panamericana byl dálkový automobilový závod v Mexiku, který proběhl pětkrát v letech 1950 až 1954. Byl organizován mexickou vládou, která tak chtěla vyzdvihnout své úspěchy při dokončení mexického úseku dálnice Panamericana.
Od 1. ročníku získal pověst nebezpečného závodu, většinou jej dokončila zhruba třetina startujících. Každý rok při něm umírali lidé z řad závodníků i diváků. Celkem si během pěti let vyžádal 27 obětí. 
Po tragédii na 24 hodin Le Mans dne 11. června 1955, při které zahynulo 84 lidí a 180 bylo zraněno, byla Carrera Panamericana zrušena. Roku 1988 však byl závod v upravené podobě obnoven, v některých pasážích kopíruje původní trať. 
Jméno závodu nesou ve svých názvech modely Porsche Carrera a Panamera.

## Vítězové
| Rok  | Vítězové                         | Tým                                                                    | Vůz                          | Čas      | Trať                           |
| ---- | -------------------------------- | ---------------------------------------------------------------------- | ---------------------------- | -------- | ------------------------------ |
| 1950 | Hershel McGriff Ray Elliott      | McGriff Racing                                                         | Oldsmobile 88                | 27:34:25 | Ciudad Juárez-El Ocotal        |
| 1951 | Piero Taruffi Luigi Chinetti     | Centro Deportivo Italiano                                              | Ferrari 212 Inter Vignale    | 21:57:52 | Tuxtla Gutiérrez-Ciudad Juárez |
| 1952 | Karl Kling Hans Klenk            | Daimler-Benz AG                                                        | Mercedes-Benz W 194          | 18:51:19 | Tuxtla Gutiérrez-Ciudad Juárez |
| 1953 | Juan Manuel Fangio Gino Bronzoni | Scuderia Lancia                                                        | Lancia D24 Pininfarina       | 18:11:00 | Tuxtla Gutiérrez-Ciudad Juárez |
| 1954 | Umberto Maglioli                 | Escuadrón 1-2-3 Santiago Ontañón – Erwin Goldschmidt Erwin Goldschmidt | Ferrari 375 Plus Pininfarina | 17:40:26 | Tuxtla Gutiérrez-Ciudad Juárez |